# 지방도 제615호선
지방도 제615호선은 충청남도 당진시 합덕읍 운산리 운곡사거리에서 석문면 도비도 교차로를 잇는 충청남도의 지방도이다.

## 연혁
- 2003년 2월 20일 : 지방도 노선 폐지 및 재지정[1]
- 2003년 12월 20일 : 당진군 당진읍 채운리 ~ 석문면 통정리 11.88km 구간 확장 개통[2]
- 2012년 7월 1일 : 지방도 노선 조정[3]

## 주요 경유지
- 당진시
  - 합덕읍 운곡사거리 - 합도초교사거리 - 소소리
  - 순성면 광천리 - 덕두교 - 순성사거리 - 순성면행정복지센터 - 순성중사거리 - 성북리 - 갈산리
  - 당진동 수청동 - 대덕2교 - 문예의전당삼거리 - 행동 교차로 - 당진시보건소 - 행동교 교차로 - 당진3교 교차로 - 당진2동행정복지센터 - 당진정보고등학교 - 탑동 교차로 - 탑동초등학교 - 채운교
  - 고대면 진관 교차로 - 슬향 교차로(당진종합운동장) - 대촌 교차로 - 장항1교 - 장항 교차로
  - 석문면 평장2 교차로 - 석문 교차로 - 석문초교 교차로 - 통정2 교차로 - 막고개 - 석문 교차로 - 새원 교차로 - 새원삼거리 - 삼봉리 - 삼봉사거리 - 교로 교차로 - 교로리 - 대호방조제 - 도비도 - 도비도 교차로

## 도로명
- 당진시 합덕읍 운곡사거리 ~ 당진동 행동 교차로 : 남부로
- 당진시 당진동 행동 교차로 ~ 탑동 교차로 : 서부로
- 당진시 당진동 탑동 교차로 ~ 석문면 도비도 교차로 : 대호만로